# Storage Networking Industry Association
La Storage Networking Industry Association (in acronimo SNIA) è l'autorità internazionale preposta a rendere disponibili standard industriali nell'ambito dei prodotti storage, siano essi elementi hardware, software o di infrastrutture.
Lo standard SMI-S (Storage Management Initiative Specifications) è stato sancito dallo SNIA alla fine del 2003 ed il suo scopo è quello di creare uno standard nello sviluppo della interoperabilità tra tecnologie storage di diversi distributori del settore a promozione e tutela degli utenti finali.
Quanto detto sancisce che tutti i costruttori di apparati storage operanti sul mercato internazionale dovranno predisporre i loro apparati dei moduli SMI-S opportuni al fine di interagire con apparati di altri costruttori.